# گوکونی عویدی
گوکونی عویدی (عربی: كوكوني عويدي؛ زادهٔ ۱۹۴۴) سیاست‌مدار اهل چاد است.
وی در سال ۱۹۷۹ به عنوان رئیس‌جمهور چاد انتخاب شد اما در سال ۱۹۸۲ با کودتا حسین حبری وی از ریاست جمهوری برکنار و به وسیله رود شاری به کامرون و سپس به شهر طرابلس، لیبی فرار کرد.